# 三氟甲磺酸盐
三氟甲磺酸盐是一种热力学非常稳定的有机盐，其钠、硼、银的无水形式盐的熔点超过350°C。这些盐可直接通过三氟甲磺酸和金属氢氧化物或金属碳酸盐在水中反应制备。另外，它们还可通过金属盐酸盐和纯三氟甲磺酸或三氟甲磺酸银反应制备，或通过三氟甲磺酸钡与金属硫酸盐在水中反应制备：

MCln + n HOTf → M(OTf)n + n HCl
MCln + n AgOTf → M(OTf)n + n AgCl ↓
M(SO4)n + n Ba(OTf)2 → M(OTf)2n + n BaSO4 ↓

## 用途
三氟甲磺酸盐在有机化学中可用作路易斯酸，这是因为它们在水中的稳定性比起一些传统的催化剂（如氯化铝）更佳，其中镧系金属三氟甲磺酸盐尤其有用。这里的镧族元素盐形式为Ln(OTf)3，其中Ln为La、Ce、Pr、Nd、Sm、Eu、Gd、Tb、Dy、Ho、Er、Tm、Yb、Lu、Y元素。另一种流行的催化剂为三氟甲磺酸钪，它常用于羟醛反应和狄尔斯－阿尔德反应，如在Mukaiyama羟醛反应反应中，苯甲醛和环己酮的烯醇硅醚在上述催化剂下发生反应得到81%的收率。下列反应为通过钪盐催化的反应：

## 常见的盐类
| 盐类         | CAS号      | 性质       |
| ------------ | ---------- | ---------- |
| 三氟甲磺酸钙 | 55120-75-7 |            |
| 三氟甲磺酸铝 | 74974-61-1 |            |
| 三氟甲磺酸锌 |            |            |
| 三氟甲磺酸银 |            |            |
| 三氟甲磺酸镍 | 60871-84-3 | 浅绿色粉末 |
| 三氟甲磺酸钡 | 2794-60-7  |            |
| 三氟甲磺酸铜 | 34946-82-2 | 白色固体   |

## 拓展阅读
- , Wiley, 2002-02-15, ISBN 978-0-471-20825-9, ISSN 1934-4716, doi:10.1002/0471224502.ch2